# Tapio Wirkkala
Tapio Wirkkala (2 de junio de 1915 - 19 de mayo de 1985) fue un diseñador y escultor finlandés, uno de los pioneros del arte industrial en su país. Su labor en diseño fue reconocido en los años que siguieron la Segunda Guerra Mundial. Sus diseños más famosos son, los producidos para la cristalería Iittala, como los jarrones Kantarelli (1946) que supusieron una nueva dirección para la empresa y una renovación del diseño de cristalerías en Finlandia.